# Harvest Moon 3
Harvest Moon GBC3 é o último jogo da série Harvest Moon para o Game Boy Color. No Japão foi lançado com dois cartuchos, um onde a personagem principal era masculina, outro onde esta era feminina. No mundo ocidental foi lançado apenas um cartucho com a possibilidade de, no início, escolher-se o sexo da personagem principal.

## Recepção
A IGN classificou o jogo em 7.0, ou "decente", afirmando que o jogo tem gráficos coloridos e jogabilidade profunda, embora o uso de efeitos sonoros não seja o melhor. 